# Polyommatus flavocinctata
Polyommatus flavocinctata är en fjärilsart som beskrevs av Rowland-brown 1909. Polyommatus flavocinctata ingår i släktet Polyommatus och familjen juvelvingar. Inga underarter finns listade i Catalogue of Life.